# Nami Sano
Nami Sano (jap. 佐野 菜見 Sano Nami; * 17. April 1987 in der Präfektur Hyōgo; † 5. August 2023) war eine japanische Mangaka. Ihr bekanntestes Werk ist die Comedy-Serie Who is Sakamoto?, die als Anime verfilmt und unter anderem ins Deutsche übersetzt wurde.

## Leben
Sie begann ihre Karriere mit der Kurzgeschichte Non-Sugar Coffee, die 2010 im Magazin Fellows! erschien. Im gleichen Magazin wurde im August 2011 auch das erste Kapitel von Who is Sakamoto? veröffentlicht, das zu Sanos erster Serie werden sollte. Der Comedy-Manga um einen Oberschüler, der alltägliche Dinge auf besonders coole oder außergewöhnliche Weise erledigt, wurde in Japan ein Verkaufserfolg und in mehrere Sprachen übersetzt. 2015 folgte auch eine deutsche Fassung. 2016 wurde der Manga als Anime-Fernsehserie umgesetzt. Im Juni 2017 startete ihre zweite Serie, Migi to Dali. Sie wurde im November 2021 abgeschlossen und 2023 als Anime für das japanische Fernsehen umgesetzt.
Am 5. August 2023 starb Nami Sano im Alter von 36 Jahren an den Folgen einer Krebserkrankung. Der Tod wurde am 16. August öffentlich gemacht, nachdem die Beisetzung bereits stattgefunden hatte.

## Bibliografie
- Non-Sugar Coffee, 2010 als Einzelkapitel[1]
- Katahaba Hiroshi (肩幅ひろし), 2011 als Einzelkapitel[8]
- Who is Sakamoto? (坂本ですが? Sakamoto desu ga?), 2011–2015 mit 4 Bänden
- Hito Yonde 8823 (人よんで8823), 2016 als Einzelkapitel[9]
- Migi & Dali – Dangerous Quest (ミギとダリ Migi to Dali), 2017–2021 mit 7 Bänden